# Adriana Molder
Adriana Molder (Lisboa, 1975) é uma artista e pintora portuguesa, residente em Berlim.
Filha do fotógrafo Jorge Molder e da filósofa Maria Filomena Molder.
Em Julho de 2012, apresentou os trabalhos de “A Dama Pé-de-Cabra”, ideia sua inspirada na narrativa histórica de Alexandre Herculano, numa exposição em parceria com Paula Rego, com inauguração a 7 de Julho na Casa das Histórias Paula Rego, em Cascais.

## Exposições (selecção)

### Individuais
- 2012- Mad About the Boy, Galeria João Esteves de Oliveira, Lisboa[5]
- 2007- A Madrugada de Wilhelm e Leopoldine, Fundação carmona e Costa, Lisboa[6]
- 2004- Copycat, Galeria Presença, Porto
- 2003- Copycat, Museu de Arte Sacra do Funchal, Madeira

- Cartola, Galeria Presença, Porto
- 2002- Câmara de gelo, Sintra Museu de Arte Moderna - Colecção Berardo, Sintra.

### Colectivas
- 2012- A Dama Pé-de-Cabra, Casa das Histórias Paula Rego, Cascais
- 2004- Em jogo, Centro de Artes Visuais, Coimbra
- 2003- Prémio CELPA / Vieira da Silva Artes Plásticas, Fundação Arpad Szenes – Vieira da Silva, Lisboa
- 2002- Territórios Singulares, Sintra Museu de Arte Moderna–Colecção Berardo, Sintra

## Prémios
- CELPA / Vieira da Silva Artes Plásticas – Revelação